# Raúl Campos Paíno
Raúl Campos Paíno, más conocido como Raúl Campos, (Madrid, 17 de diciembre de 1987) es un jugador de fútbol sala español que juega como ala en el Manzanares FS y en la Selección de fútbol sala de España, con la que ganó la Eurocopa de fútbol sala de 2016.

## Carrera
Raúl Campos comenzó jugando como profesional en el FS Móstoles y luego pasó a jugar al Pinto FS. Jugó una temporada en el FS Zamora cedido por el equipo madrileño y después jugó 3 años en el Santiago Futsal, uno de los clubes importantes de España. Después fichó por ElPozo Murcia, con el que ha ganado algunos trofeos. En 2016 ganó la Eurocopa de fútbol sala de 2016 con la Selección de fútbol sala de España. En la temporada 2017/2018, pasa a formar parte de la plantilla del SL Benfica de la Liga portuguesa de fútbol sala. En la temporada 2019/2020, vuelve a la Liga Nacional de Fútbol Sala para formar parte de la plantilla del Palma Futsal

## Palmarés
- Europeo Sub-21 2007
- Copa del Rey de fútbol sala (1): 2016[8]
- Supercopa de España de fútbol sala (3):2010,2014 y 2016[9]
- Eurocopa de fútbol sala (1): 2016
- Liga Sport Zone 2019

## Clubes
- FS Móstoles (2005-2008)
- Pinto FS (2008-2009)
- FS Zamora (2009-2010)
- Santiago Futsal (2010-2013)
- ElPozo Murcia (2013-2017)
- SL Benfica (2017-2019)
- Palma Futsal (2019-2022)
- Manzanares Fútbol Sala (2022-)